# 이상한 바다의 플랩잭
《이상한 바다의 플랩잭》(영어: The Marvelous Misadventures of Flapjack)은 서럽 밴 오먼에 의해 만들어진 미국의 TV 애니메이션 시리즈이다. 카툰 네트워크에서 2008년 6월 5일부터 2010년 8월 30일까지 방영하였다.